# Asta (compravendita)

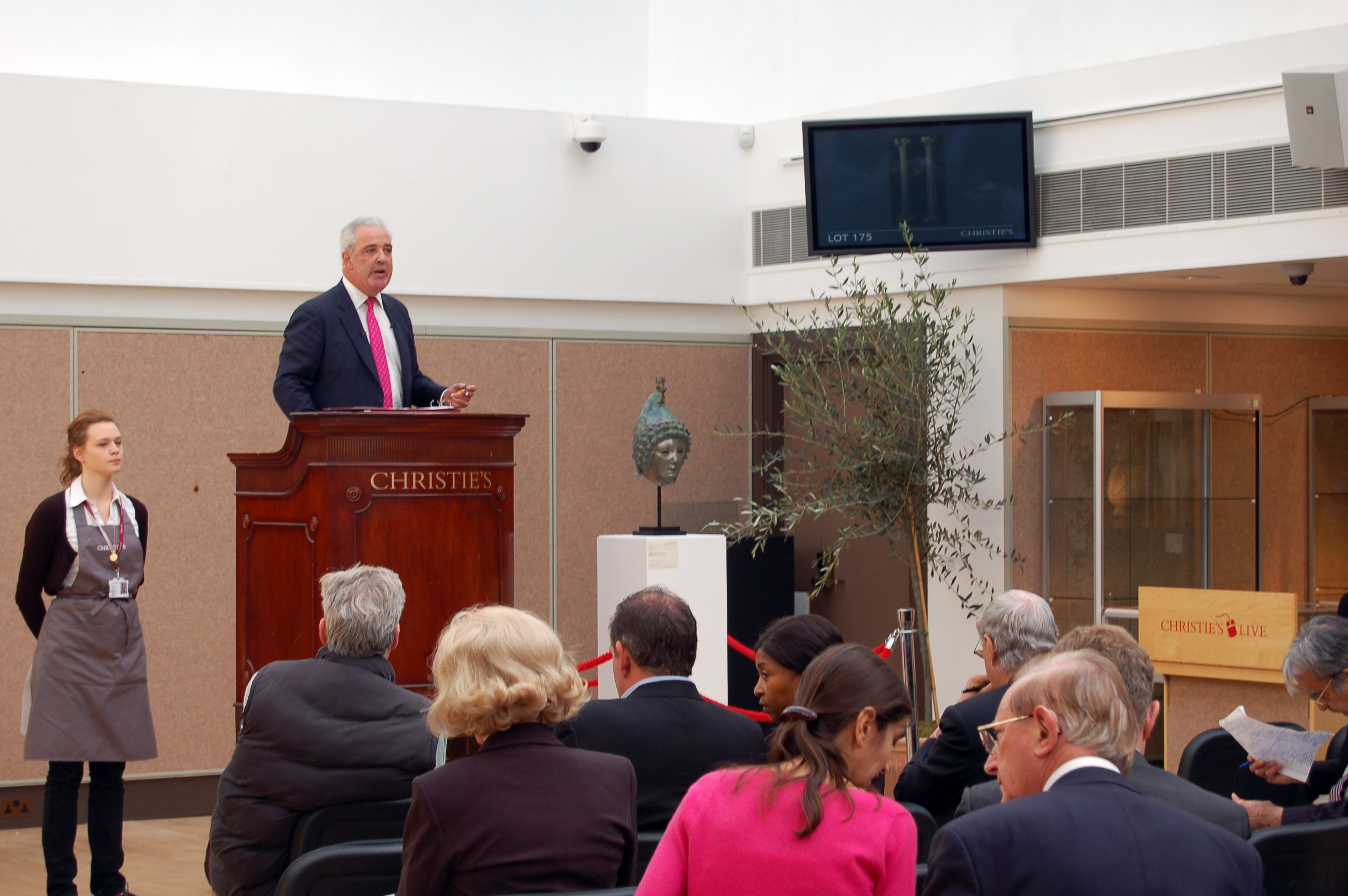
Un'asta da Christies

Un'asta è il processo di compravendita mediante offerte che si conclude con la vendita dell'oggetto al migliore offerente. Nella teoria economica l'asta è un metodo per determinare il valore di un bene (commodity) che ha un prezzo non determinato o variabile. In qualche caso esiste un prezzo minimo o di riserva; se l'asta non raggiunge il minimo la vendita non avviene.

## Origine del termine
Presso gli antichi Romani una vendita pubblica era annunciata da un'hasta, simbolo di proprietà, che si piantava sul luogo del pubblico incanto e come segno della pubblica autorità. È proprio attraverso le aste che gli antichi Romani ripartivano il tesoro conquistato in guerra. In latino esistevano le seguenti espressioni: sub hastā venděre o hastae subicěre (vendere all'incanto); hastam poněre ("piantare l'asta", cioè "annunciare una pubblica vendita"); ab hastā (acquisto all'incanto); ius hastae (diritto di vendita all'incanto).

## Potenzialità
L'asta è un sistema di allocazione delle risorse caratterizzato da un insieme di norme che presiedono allo scambio tra agenti economici, specificando la procedura utilizzata per determinare il rapporto di scambio, ovvero il prezzo che deve essere pagato per il godimento di un bene, un servizio o un diritto. Il prezzo in questione può essere quantificato sotto il profilo strettamente monetario oppure come oneri a carico dell'assegnatario, cioè di obblighi a fare. In tal senso l'asta svolge un ruolo distributivo o allocativo a seconda dell'oggetto dello scambio; vale a dire che può essere indetta un'asta tra vari fornitori per l'acquisto di merci ma anche tra compagnie aeree per la disponibilità oraria per l'atterraggio negli aeroporti, e in tali casi lo scopo dell'asta sarà quello di massimizzare i proventi della cessione del bene (o minimizzare il costo nel caso di acquisto) o ripartire le risorse tra vari aventi diritto.
L'asta condivide con il mercato tradizionalmente studiato dalla teoria economica la caratteristica di luogo di incontro tra domanda e offerta, ma essa assume una struttura particolare e semplificata poiché tipicamente solo una delle due parti (tipicamente la domanda) svolge un ruolo attivo. Da questo punto di vista è possibile definire l'asta come one-side market.
Le aste rappresentano la modalità di scambio forse più conosciuta e studiata. Il termine asta richiama alla mente la procedura orale ascendente tipica degli enti specializzati nella vendita di oggetti artistici e d'antiquariato, ma questo è un esempio sicuramente non esaustivo delle potenzialità applicative di questo sistema. Vari tipi di merci, ma anche titoli, contratti e diritti vengono scambiati tramite aste che si tengono a intervalli regolari secondo modalità e in luoghi convenuti. Aste periodiche vengono ad esempio fissate dalle banche centrali per la vendita di titoli e certificati del debito pubblico.
Le borse valori funzionano tramite un'asta doppia, dove cioè la competizione è ammessa sia dal lato della domanda (al ribasso) sia dell'offerta (al rialzo), fino a che si giunge a un prezzo comune che consente lo scambio. Nel settore pubblico l'asta diventa una modalità molto diffusa per l'aggiudicazione di contratti di esclusiva nello sfruttamento di risorse comuni o di veri e propri diritti di monopolio.
L'essenza dell'asta resta tuttavia identica: mettere in competizione più agenti per l'ottenimento di una o più risorse scarse, in modo da realizzare un'allocazione efficiente. Dal punto di vista del banditore, inoltre, l'asta può essere vista come metodo di selezione ottimale della controparte dello scambio.

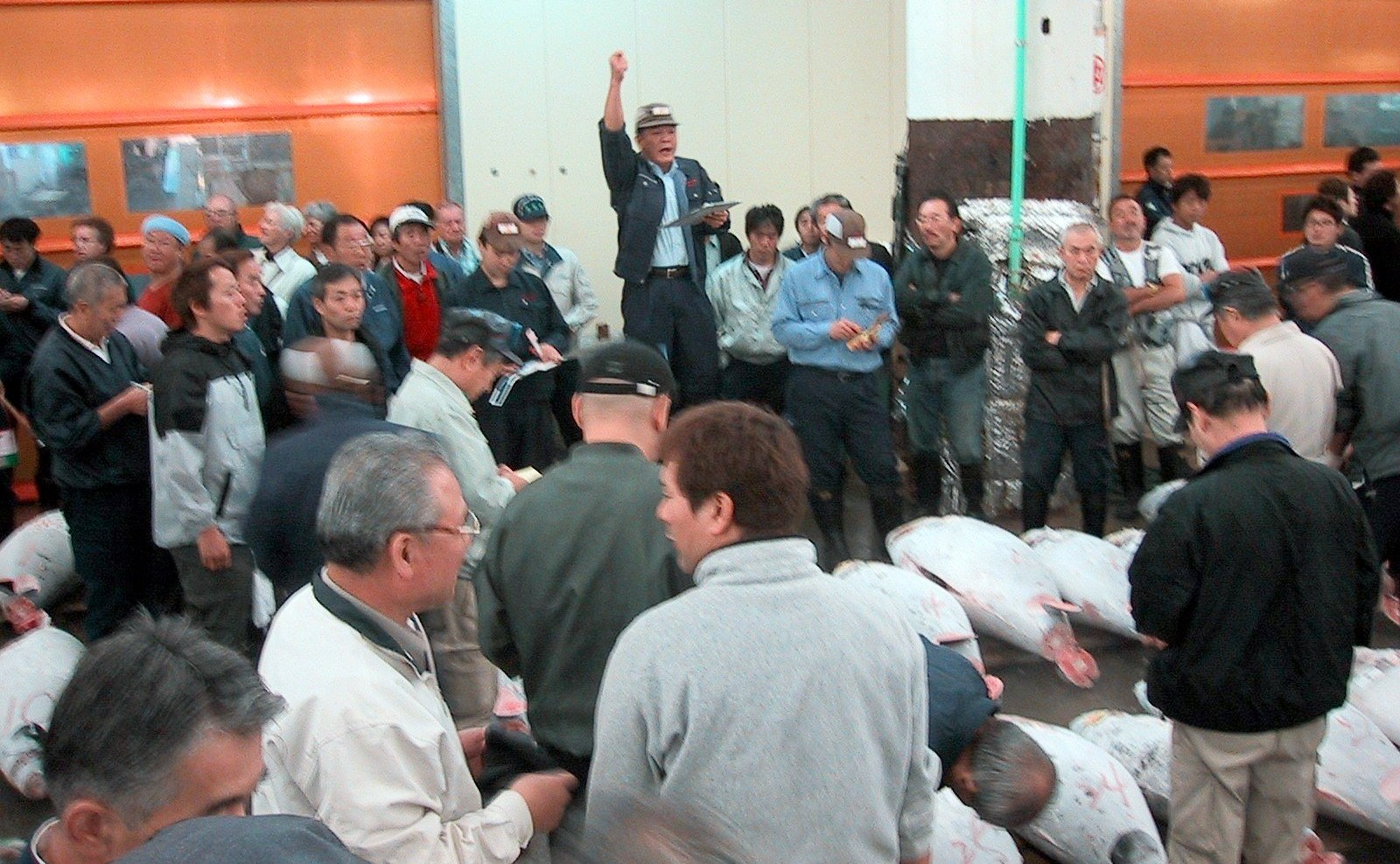
Un'asta al Mercato ittico di Tsukiji (Tokyo)

L'asta come meccanismo di selezione e scambio si svolge in un contesto in cui le regole sono pubbliche e accettate da tutti i partecipanti prima che l'asta stessa abbia corso.
In particolare le regole d'asta, che devono essere note e che ne definiscono il meccanismo, devono necessariamente riguardare:
1. L'oggetto/i dello scambio;
2. Le modalità di ammissione;
3. Il modo in cui devono essere presentate le offerte;
4. La regola di aggiudicazione;
5. La regola di pagamento.

Le aste ebbero successo fin dall'antichità, ma fu solo nel XVIII secolo, con l'apertura delle case d'asta Sotheby's e Christie's a Londra, che acquistarono largo credito e notorietà. Mentre nel XVIII e XIX secolo le aste erano importanti soprattutto per oggetti antichi, libri e opere d'arte, nel XX secolo le case d'asta iniziarono a vendere tutto ciò che avesse un valore storico o personale. L'avvento di Internet ha trasformato le aste, limitate nel tempo e nello spazio, in un mercato globale caratterizzato da prezzi dinamici. Ripercorrendo la storia delle aste, ci si accorgerà ben presto che nel corso dei secoli ben poco è cambiato in termini di principi e modelli commerciali.

## Contesti
La gamma di contesti d'asta è estremamente ampia e si può acquistare praticamente qualsiasi cosa, da una casa a una polizza di dotazione e tutto il resto. Alcuni dei recenti sviluppi sono stati l'uso di Internet sia come mezzo di diffusione delle informazioni sulle varie aste sia come mezzo per condurre le aste stesse. 

### Aste immobiliari
In alcuni paesi, come l'Australia, la vendita all'asta è un metodo comune di vendita degli immobili. Le aste sono state tradizionalmente utilizzate come alternativa al metodo della vendita privata/contratto per vendere proprietà difficili da prezzare a causa delle loro caratteristiche uniche.

### Aste di materie prime
Le aste sono utilizzate per lo scambio di beni; ad esempio, le aste di pesce all'ingrosso. Nelle aste della lana, la lana viene venduta sul mercato internazionale. Il settore delle aste di vino offre ai collezionisti seri l'opportunità di accedere a bottiglie rare e a vini invecchiati che normalmente non vengono venduti al dettaglio. Le aste di bestiame vendono ovini, bovini, suini e altro bestiame. 

### Aste online
Le aste online sono una forma di commercio elettronico che sfrutta la capacità di una piattaforma digitale di superare i limiti geografici, fornire informazioni in tempo reale e ridurre i costi di transazione, offrendo una maggiore convenienza per le persone e consentendo a un maggior numero di persone di partecipare come offerenti e di visualizzare una maggiore selezione di aste. Siti web come eBay forniscono ai venditori un potenziale mercato con milioni di offerenti. Le case d'asta più note e le aste online specializzate vendono molti oggetti online, da oggetti d'antiquariato e da collezione a vacanze, viaggi aerei, computer nuovi ed elettrodomestici.

## Classificazione JEL
Il codice di classificazione del Journal of Economic Literature (JEL) per le aste è D44.